# 八鹿バイパス
八鹿バイパス（ようかバイパス）は、兵庫県養父市上野から同市八鹿町国木に至る国道9号のバイパス道路。延長5.2km（うち0.5kmは既存の道路を拡幅）。
旧国道9号の沿道環境改善と、宮越交差点（旧国道9号と国道312号の三差路）の渋滞解消を目的に建設された。

## 位置関係
国道9号（兵庫県内区間）
（京都・福知山方面<<）山陰道 - 和田山バイパス - 山陰道 - 八鹿バイパス - 山陰道 - 春来バイパス - 山陰道 - 蒲生バイパス（>>鳥取方面）

## 交差する道路
| 交差する道路                         | 交差する場所 | 京都から (km) |
| ------------------------------------ | ------------ | ------------- |
| 国道9号 福知山・朝来方面             |              |               |
| 県道271号朝倉養父停車場線            | －           | 122.5         |
| 国道312号 豊岡・養父市街方面         | 上野南       | 123.0         |
| 道の駅但馬楽座                       | －           | 123.5         |
| 県道6号養父宍粟線 山崎・国道29号方面 | 上箇         | 123.9         |
| 県道271号朝倉養父停車場線            | 朝倉西       |               |
| 県道6号養父宍粟線 豊岡・養父市街方面 | つるぎが丘   | 127.7         |
| 国道9号 鳥取方面                     |              |               |

## 構造物
- 上野大橋（L = 113m）
- 上箇橋（L = 21m）
- 上箇高架橋（L = 168m）
- 南但馬トンネル（L = 1224m）
- 八木川橋（L = 64m）

## 歴史
- 1974年度：事業着手。
- 1993年4月：部分開通。（八鹿側の3.8km）
- 2000年4月：全通。